# 2001 v loďstvech
Tento článek obsahuje významné události v oblasti loďstev v roce 2001.

## Události
- 17. července –  v Itálii byla zahájena stavba letadlové lodi Cavour (C550)

## Lodě vstoupivší do služby
- 22. ledna –  INS Kirch (P62) – korveta třídy Kora[1]

- 22. ledna –  Mumbai (D 63) – torpédoborec třídy Delhi[2]

- 23. ledna –  HMAS Dechaineux (SSG 76) – ponorka třídy Collins

- 30. ledna –  USNS Mendonca (T-AKR 303) – transportní loď třídy Bob Hope

- 23. února –  HMAS Sheean (SSG 77) – ponorka třídy Collins

- 10. března –  USS Winston S. Churchill (DDG-81) – torpédoborec třídy Arleigh Burke[3]

- 14. března –  Ikazuči (DD-107) – torpédoborec třídy Murasame

- 31. března –  HMAS Warramunga (FFH 152) – fregata třídy Anzac

- duben –  INS Tillanchang (T 62) – hlídková loď třídy Trinkat

- 7. dubna –  RSS Persistence (209) a RSS Endeavour (210) – tankové výsadkové lodě třídy Endurance

- 21. dubna –  USS Lassen (DDG-82) – torpédoborec třídy Arleigh Burke[4]

- 3. května –  HMS Portland (F79) – fregata Typu 23 Norfolk

- 18. května –  Charles de Gaulle – letadlová loď[5]

- 30. června –  USS Iwo Jima (LHD-7) – výsadková loď třídy Wasp

- 24. července –  USNS Pililaau (T-AKR 304) – transportní loď třídy Bob Hope

- 20. srpna –  INS Kulish (P63) – korveta třídy Kora[1]

- 24. srpna –  INS Tarasa (T 63) – hlídková loď třídy Trinkat

- 18. září –  LÉ Niamh (P52) – oceánská hlídková loď třídy Róisín

- 20. října –  USS Howard (DDG-83) – torpédoborec třídy Arleigh Burke[6]

- listopad –  Guépratte (F 714) – fregata třídy La Fayette[7]

- prosinec –  INS Tarmugli (T 64) – hlídková loď třídy Trinkat

- 8. prosince –  USS Bulkeley (DDG-84) – torpédoborec třídy Arleigh Burke[8]